# Hapaloides
Hapaloides és un gènere extint de mamífers pilosos de la família dels megaloníquids que visqueren a Sud-amèrica durant el Miocè inferior, fa entre 17,5 i 21 milions d'anys. Se n'han trobat restes fòssils a la província argentina de Chubut. L'espècie H. ignavus és coneguda a partir d'un crani parcial més petit que el d'Hapalops rectangularis, amb el qual fou comparat. El nom genèric Hapaloides significa ‘amb forma d'Hapale’.